# Agetec
Agetec ("Ascii Game Entertainment TEChnology") è una software house statunitense con sede a Sunnyvale, in California, principalmente conosciuta per aver distribuito sul territorio videogiochi di origine giapponese, inclusa la loro serie di punta Armored Core ed i videogiochi di ruolo della serie King's Field, oltre che per i software per designer RPG Maker e Fighter Maker. La Agetec ha pubblicato videogiochi per PlayStation, PlayStation 2 e PlayStation Portable oltre che per Nintendo DS.